# Estnisk häst
Den estniska hästen (på estniska eesti hobune) , även kallad Klepper är en ganska liten hästras från Estland som använts där i över 2 800 år. Den estniska hästen har även varit med i utvecklingen av många hästraser i Baltikum, bland annat Torihästen. Hästarna är starka och har ett naturligt immunförsvar mot sjukdomar. Idag är hästen vanligast i övärlden utanför Estland. I Estland kallas hästen Eesti hobune. Ett gammalt namn på rasen var även Klepper.

## Historia
Den estniska hästen har sitt ursprung i den primitiva skogshästen som levde i norra Europa för över 5 000 år sedan och som räknas som förfäder till bland annat den svenska hästrasen Nordsvensk och norska Dölehästen. Den estniska hästen har behållit dessa kvalitéer och utseende på grund av liten inblandning från andra hästraser. Man tror dock att den nu utdöda svenska hästrasen Ölandshästen har ingått i den estniska hästen då många ölandshästar exporterades till Estland. Tester gjorda av föreningen för ölandshästen har visat att dessa två raser har genetiskt lik bakgrund. Under 1000-talet nämnde den kända resande Adam från Bremen att det estniska folket hade gott om guld och att de hade bra hästar. 
Rasen blev snabbt populär runt Baltikum för sin styrka och användbarhet i jordbruken och rasen såldes även i Ryssland så tidigt som under 1300- och 1400-talen. Även i Sverige importerades hästarna för att användas som militärhästar. Utvecklingen av jordbruken gjorde även att efterfrågan på bra jordbrukshästar ökade och många av de estniska hästarna korsades med tyngre kallblodshästar för att få fram starkare arbetshästar. 
De första dokumentationerna om förbättringar av den estniska hästen gjordes under uppstartandet av Toristuteriet år 1856 där man korsade dem med lättare arbetshästar och ridhästar. De bästa av dessa hästar användes bland annat för att utveckla Torihästen. En av de mest framgångsrika hingstarna, Vansikasa, föddes på stuteriet. Han blev väl känd för sin otroliga styrka, dragkraft och uthållighet och det var ston efter honom som blev stommen i Torihästarna. Även Viatkaponnyn utvecklades med hjälp av de estniska hästarna.  
Efter första världskriget började man utveckla ett avelsprogram för hästarna vars antal hade sjunkit ganska lågt under kriget. År 1921 öppnades en stambok för rasen och föreningen "Estonian Native Horse Breeders Society" startades. Mellan 1921 och 1937 användes dock bara totalt 13 hingstar i aveln och rasen fick problem med inavel på grund av att stammarna i landet var så få, vilket ledde till senare mognad av hästarna och därför gick aveln långsamt framåt. När jordbruken och även transporten med bilar utvecklades blev hästarna överflödiga och nästan utrotade förutom på öarna Dagö och Ösel utanför Estlands kust. Även några få uppfödare på fastlandet höll rasen vid liv och med hjälp av ett nytt avelsprogram har stammen ökat till ca 1000 hästar i landet. Man har under dessa år även blandat in blod från den Finska hästen för att öka på storleken lite, men behålla ursprunget från deras gemensamma förfader, skogshästen. 
1992 startades föreningen på nytt efter att ha lagts ner under 1980-talet, och år 2000 startades en förening för att bevara rasen. 
År 2005 exporterades 25 hästar till Sverige för att återuppföda den utdöda Ölandshästen då genetiska tester visade på samma arvsmassa. Idag får de nyuppfödda öländska hästarna inte kallas Ölandshäst men däremot kallas de estniska buskponnyer.

## Egenskaper
Den estniska hästen är ganska liten med sina ca 150 cm i mankhöjd men den besitter en primitiv styrka, ett arv från dess förfäder skogshästarna, detta utan att vara grovt byggd. Hästarna har uthållighet och dragstyrka och passar utmärkt till jordbruk men det lugna temperamentet har gjort att hästarna även börjat användas som ridhästar för barn, vilket ytterligare har bidragit till rasens räddning. 
De flesta uppfödarna låter flockarna klara sig själva ute, förutom under vintertid, och de föds upp enbart på gräsbete. Detta har gjort att hästarna är naturligt sunda och härdiga med hårda hovar. Hästarna ser ganska alldagliga ut med små huvuden med rak nosprofil och primitiva ansiktsdrag. Hästarna är arbetsvilliga och lätthanterliga, billiga i drift och lever ofta länge. Idag används hästarna även inom turistridning. Idag finns även en förening för den estniska hästen i Finland.